# Bartolomeo di Fruosino

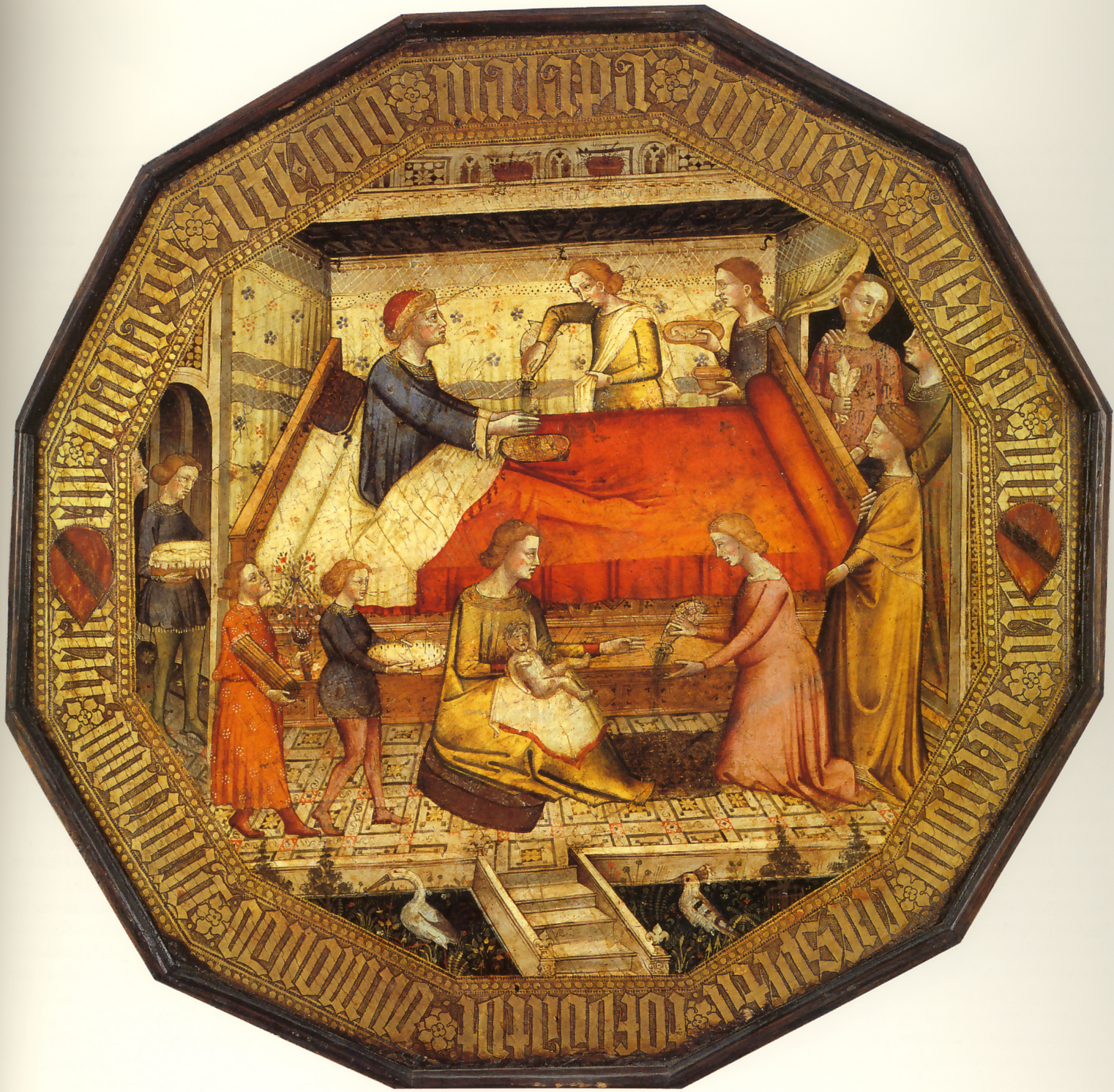
Geburtsteller mit Geburtsszene, um 1405 (Isola Bella, Sammlung Borromeo)

Bartolomeo di Fruosino (* 1366 oder 1369 in Florenz; † 7. Dezember 1441 ebenda) war ein italienischer Maler.

## Leben
Das Geburtsdatum von Bartolomeo di Fruosino steht nicht eindeutig fest, da der Künstler selbst sein Alter im Jahre 1427 mit 61 Jahren und im Jahr 1433 mit 64 Jahren angegeben hat. Sein Bruder Giovanni war Bildhauer und vielleicht auch Maler. Er gehörte seit 1394 der Compagnia dei Pittori von Florenz an. Gemeinsam mit Agnolo Gaddi arbeitete er 1394 an der Ausgestaltung der Cappella del Sacro Cingolo des Doms in Prato. Zwischen 1402 und 1438 sind zahlreiche Aufträge des Ospedale Santa Maria Nuova an ihn dokumentiert. Bartolomeo di Fruosino war zeitlebens Junggeselle und starb offenbar als wohlhabender Mann.

## Bedeutung
Bartolomeo di Fruosino gehört nicht zu den ganz großen Künstlern des frühen 15. Jahrhunderts. Stilistisch ist der Einfluss von Agnolo Gaddi und später von Lorenzo Monaco festzustellen. Das einzige signierte Werk Bartolomeos ist die Buchmalerei für ein Missale der Kirche Sant’Egidio aus dem Jahr 1421, alle übrigen Werke sind Zuschreibungen an ihn.

## Werke
- Geburtsteller mit Darstellung einer Geburtsszene auf der Vorderseite und eines sitzenden Knaben auf der Rückseite (Isola Bella, Sammlung Borromeo), um 1405, Tempera auf Holz, Durchmesser 55 cm
- Buchmalerei im Codice A (Museo Nazionale di Bargello), 1411
- Buchmalerei für ein Missale der Kirche Sant’Egidio (Museo San Marco, Inv. Nr. 557), 1421